# (24899) Dominiona
(24899) Dominiona (1997 AU17) – planetoida z grupy pasa głównego asteroid okrążająca Słońce w ciągu 3,61 lat w średniej odległości 2,35 j.a. Odkryta 14 stycznia 1997 roku.